# Sant Llorenç de Rocallaura
Sant Llorenç de Rocallaura és una església de Rocallaura, al municipi de Vallbona de les Monges (Urgell) inclosa en l'Inventari del Patrimoni Arquitectònic de Catalunya.

## Descripció
L'any 1892 la façana fou renovada i es realitzaren obres al campanar. L'any 1900 es construí el cambril de la Mare de Déu del Tallat, talla policromada d'alabastre, realitzada al segle xiv. L'església va sortir molt mal parada de la Guerra Civil.